# Взрыв на станции Свердловск-Сортировочный
Взрыв на ста́нции Свердло́вск-Сортиро́вочный (ныне Екатеринбу́рг-Сортиро́вочный) — Взрыв, произошедший рано утром 4 октября 1988 года в Свердловске. 4 грузовых вагона, груженных взрывчатыми веществами (46,8 тонн тротила, 40 тонн гексогена), покатились под уклон и врезались в бок стоящего грузового состава №1539 с углём, ведомого тепловозом М62-1059 . Вагоны снесли электрический столб, произошёл обрыв проводов, падение их на землю и обесточивание станции. Через несколько секунд сработало аварийное прекращение подачи тока. В 04:33 произошёл взрыв, усугублённый близостью крупного склада горюче-смазочных материалов. Воронка на месте взрыва достигла размера 40 на 60 м и глубины 8 м, ударная волна распространилась на 10—15 километров.

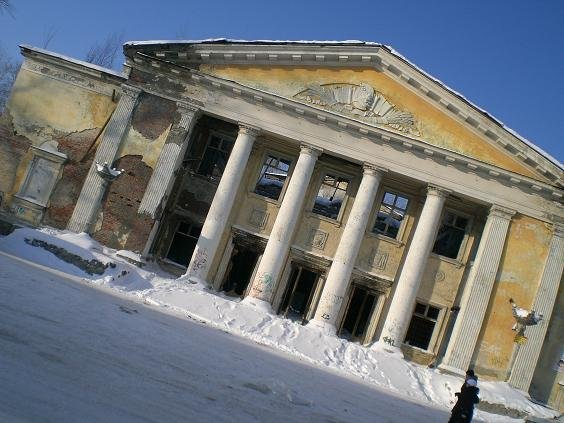
Дом культуры железнодорожников в районе Сортировка, частично разрушенный взрывом. Снесён в 2011 году.

Как выяснилось, дежурная по станции Свердловск-Сортировочный Татьяна Хамова должна была дать команду локомотивной бригаде маневрового тепловоза ТЭМ7-0013 подъехать к 4 вагонам со взрывчаткой и удерживать пневматическими тормозами от тепловоза, пока не проедет тепловоз М62-1059  с грузовым состав ом №1539, гружённым углём. Из своего поста она видела не все 4 вагона и упустила момент, когда состав со взрывчаткой, оказавшись без локомотива, поехал на стрелку и плавно притёрся к боку грузового состава №1539 с углём. Вагоны завалились на электрический столб и снесли его. Спустя 2 минуты поездной диспетчер Ольга Родненко нажала на мнемосхеме кнопку подачи напряжения. Искры от контактного провода в 3000 вольт попадают на вагоны со взрывчаткой, начинается пожар и через несколько минут раздался взрыв.

В результате взрыва погибло 4 человека на станции и было ранено более 500 человек. Стёкла были выбиты по всему району Старой и Новой Сортировки. Серьёзно пострадали около 600 домов: некоторые из них пришлось снести. Большое число семей, проживавших в прилегающих районах частной застройки, остались без крова. Впоследствии многие из них получили новые квартиры в восточной части города (ЖБИ и Синие Камни). Взрыв был такой силы, что колёсные пары находили в нескольких километрах от места взрыва, во дворах жилых домов. Автосцепка весом 95 кг улетела к Верх-Исетскому пруду. Ударной волной выбило стёкла даже в Центральном гастрономе, магазине «Океан» и в театре Музыкальной комедии. Небо над городом заволокло чёрным дымом.
Усилиями железнодорожных войск сквозное пассажирское движение было восстановлено через 4 часа после взрыва. Пожар был локализован через 6 часов. Работа сортировочных систем была восстановлена 7 октября в 20 часов 15 минут.
Событие в дальнейшем стало известно как «взрыв на Сортировке». После ликвидации последствий взрыва данный район стал местом массовой жилищной застройки, однако некоторые объекты жилой и нежилой инфраструктуры, превратившиеся после взрыва в руины, не восстанавливались. В частности, Дом культуры железнодорожников, построенный в 1951 году, простоял в полуразрушенном и заброшенном виде 23 года, пока не был снесён осенью 2011 года.
Дело расследовали два года, затем передали в суд. Обвинения предъявили только Татьяне Хамовой, которая по халатности допустила столкновение вагонов. Посчитать весь ущерб не удалось. Потерпевшими было признано около 10 тысяч человек. Материальный ущерб возложили на Министерство обороны, так как взрывчатка принадлежала ему.
Катастрофа в Свердловске произошла спустя ровно 4 месяца после аналогичного взрыва в Арзамасе.